# Hrdza
Hrdza je slovenská world music kapela, která vznikla v roce 1999 v Prešově. Tvorba skupiny je ovlivněna slovenskou lidovou hudbou, rockovou dravostí, keltskou melodikou, jazzovou rytmikou, ale i exotičtějšími motivy. O jejím názvu rozhodla barva vlasů první sólové zpěvačky Jaroslavy Sisákové, kterou po čase vystřídaly další zpěvačky s úplně jinou barvou vlasů, ale název kapely zůstal stejný.
Skupina Hrdza koncertuje hlavně na Slovensku, ale často vystupuje i na festivalech v České republice, Polsku, Německu, Rakousku, Maďarsku či Slovinsku.

## Kariéra

### 2002–2009: Muzička, Pod božími oknami, Hajnajnanyja
V roce 2002 vydala debutové album Muzička, o kterém se psalo, že je tu kapela s vlastním názorem, jednoznačně vycházející z lidové melodiky; skupina, ve které se spojuje talent s perfekcionismem. Druhé album Pod božími oknami vyšel v roce 2006 a byl oslavován kritikou i veřejností jako špička žánru world music na Slovensku. V létě roku 2006 prorazil singl "Na horách bývá" do první třicítky hranosti v slovenském rádiích (Slovak Airplay Top 50). Dlouho očekávaný třetí album Hajnajnanyja vyšel na konci listopadu 2009.

### 2010: Eurovision Song Contest
V roce 2010 se kapela účastnila slovenského národního kola Eurosong 2010 do Eurovision Song Contest 2010 s písní "Taká sa mi páči". Skupina své kolo vyhrála s 19.5% hlasů. Nicméně byla 28. ledna diskvalifikován poté, co vyšlo najevo, že píseň prezentovali před 1. říjnem 2009, čímž porušili základní pravidlo Eurovision Song Contest. Byli nahrazeni skupinou Horská chata, kteří se u diváků umístili na pátém místě.

### 2016: Česko Slovensko má talent
Koncem roku 2015 odchází zpěvačka Veronika Šoltýsová Rabadová z kapely a na její místo přichází Susanna Jara. V roce 2016 vychází kompilační album s názvem Hrdzavá osemnástka. V roce 2016 se hudební skupina probojovala až do finále soutěže Česko Slovensko má talent.

## Členové

### Současná sestava
- Slavomír Gibarti – zpěv, kytara, koncovka
- Martina Ťasková Kanošová, Barbora Fecková – zpěv
- Dominik Maniak – housle, vokály
- Matej Palidrab – akordeón, sbor
- Pavol Boleš – basová kytara, akordeon, vokály
- Marek Szarvaš – bicí, perkusy

### Bývalí členové
- Veronika Šoltysová-Rabadová – zpěv
- Jaroslava Sisáková – zpěv
- Anton Potočňák – housle, vokály
- Michal Lörinc – bicí, perkusy
- Lukáš Maťufka – djembe, darbuka, perkusy
- Róbert "Skippy" Hatala – basová kytara, vokály
- Miroslav Szirmai – conga, darbuka, perkusy
- Marián Šurányi – akordeon, vokály
- Susanna Jara - zpěv, housle

## Diskografie

### Alba
- Muzička (2002)
- Pod božími oknami (2006)
- Hajnajnanyja (2009)
- Hrdzavá osemnástka (2016)
- Neskrotený (2018)

### Singly
| Název                    | Nejvyšší pozice | Album             |
| Název                    | SVK             | Album             |
| ------------------------ | --------------- | ----------------- |
| „A tam hore dve jablone“ | 22              | Pod božími oknami |
| „Na horách býva“         | 17              | Pod božími oknami |
| „Pod božími oknami“      | 33              | Pod božími oknami |
| „Ked som isiel“          | 46              | Hajnajnanyja      |
| „Taká sa mi páčí“        | 26              | Hajnajnanyja      |
| „Tancom sa opájam“       | 32              | Hajnajnanyja      |

## Ocenění
| - Strunobranie 2001, Laureát, Banská Štiavnica - Trampská Porta 2003, Bronzová Porta, Žilina - Trampská Porta 2003, Interpretační Porta, Ústí nad Labem - Trampská Porta 2003, Miss Porta 2003 – Veronika Rabadová, Ústí nad Labem - Country Sedlo 2003, Laureát, Prievidza - Strunobranie 2003, Laureát, Banská Štiavnica - Vandermúza 2003, cena diváků, Mostište - Country Lodenica 2003, Laureát, Piešťany - Moravský Vrabec 2004, Cena starosty, Karviná - Moravský Vrabec 2004, Nejlepší zpěvačka – Veronika - Slovenská Porta 2004, Zlatá Porta, Bratislava | - Slovenská Porta 2004, Divácka Porta, Bratislava - Slovenská Porta 2004, Cena starosty MČ BNM, Bratislava - Talent Night 2004, finalisté soutěže, Košice - Zahrada 2004, Krteček od redakce Folk & Country, Náměšť na Hané - Strunobranie 2004, Laureát, Banská Štiavnica - Country Lodenica 2004, Laureát, Piešťany - Mohelnický dostavník 2004, hlavní cena poroty, anketa diváků za druhou nejlepší kapelu, yejlepší písnička: „Pôjdem ja robiť do Ameriky“, cena Českého rozhlasu Olomouc Veronike Rabadové za píseň "Chodia kone" - Coca-Cola Internet Star 2005 - Vandermúza 2005, cena diváků, Mostište - Nominácia Aurel 2006 za objev roku |